# 신무라 노부
신무라 노부(일본어: 新村 信 しんむら のぶ[*], 가에이 5년 (1852년)? - 메이지 38년 (1905년) 2월 8일)는 15대 쇼군 도쿠가와 요시노부의 측실이다. 언어학자 신무라 이즈루 (같이 양자로 들어왔음)가 양동생이다.

## 생애
가에이 5년 (1852년) 경, 하타모토 마츠다이라 칸쥬로 (휘 마사타카, 카타노하라 마츠다이라가 후손)의 딸로 태어났다고 한다. 그 후, 하타모토 아라이 쇼고의 양녀가 된 후, 다시 코쇼토도리 신무라 타케오의 양녀가 되었다.
요시노부와의 사이에서 메이지 6년 (1873년) 장녀 쿄코 (도쿠가와 사토타카의 아내), 메이지 8년 (1875년) 3녀 테츠코 (도쿠가와 사토미치의 아내), 메이지 10년 (1877년) 5남 이케다 나카히로, 메이지 15년 (1882년) 9녀 츠네코 (후시미노미야 히로야스 왕비), 메이지 17년 (1884년)에 7남 요시히사, 메이지 20년 (1887년)에 11녀 에이코 (도쿠가와 쿠니유키의 아내), 메이지 21년 (1888년) 10남 카츠 쿠와시를 얻었다.
메이지 유신 후에도, 요시노부의 측실로서 시중 든 것은, 노부와 나카네 사치 뿐이다. 메이지 38년 (1905년) 2월 8일에 사망했다. 묘소는 도쿄도 다이토구에 있는 야나카 영원이다. 요시노부의 묘 뒤에 나카네 사치의 묘와 나란히 신무라 노부의 묘라고 적힌 묘표가 세워져있다.